# Raphiocera mipartita
Raphiocera mipartita är en tvåvingeart som först beskrevs av Macquart 1846.  Raphiocera mipartita ingår i släktet Raphiocera och familjen vapenflugor.
Artens utbredningsområde är Colombia. Inga underarter finns listade i Catalogue of Life.